# Bastion du moulin Saint-Paul
Pour les articles homonymes, voir Bastion (homonymie), Moulin (homonymie) et Saint-Paul.
Le bastion du moulin Saint-Paul est un ancien bastion-moulin à eau de Besançon dans  le département français du Doubs, en région Bourgogne-Franche-Comté, classé aux monuments historiques depuis 1942.

## Historique
Ce moulin à eau de l'abbaye Saint-Paul de Besançon du comté de Bourgogne est attesté dès le XIe siècle, construit sur l'îlot Saint-Paul de La Boucle du Doubs. Une papeterie s'y installe en 1473.

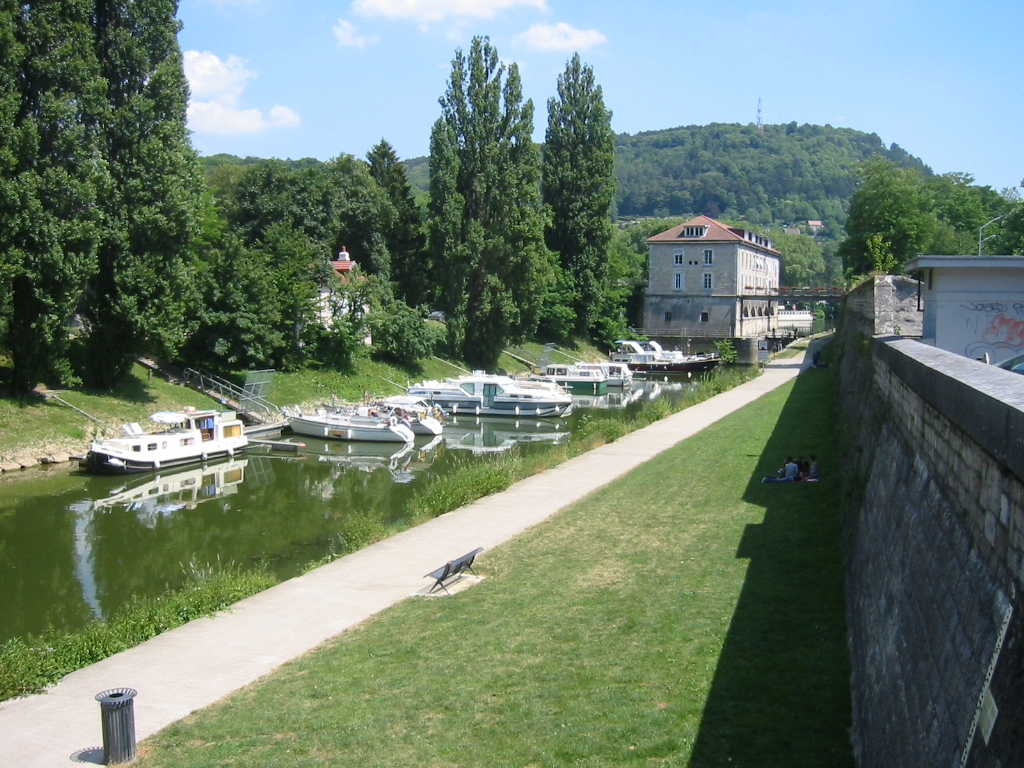
Port fluvial du moulin Saint-Paul
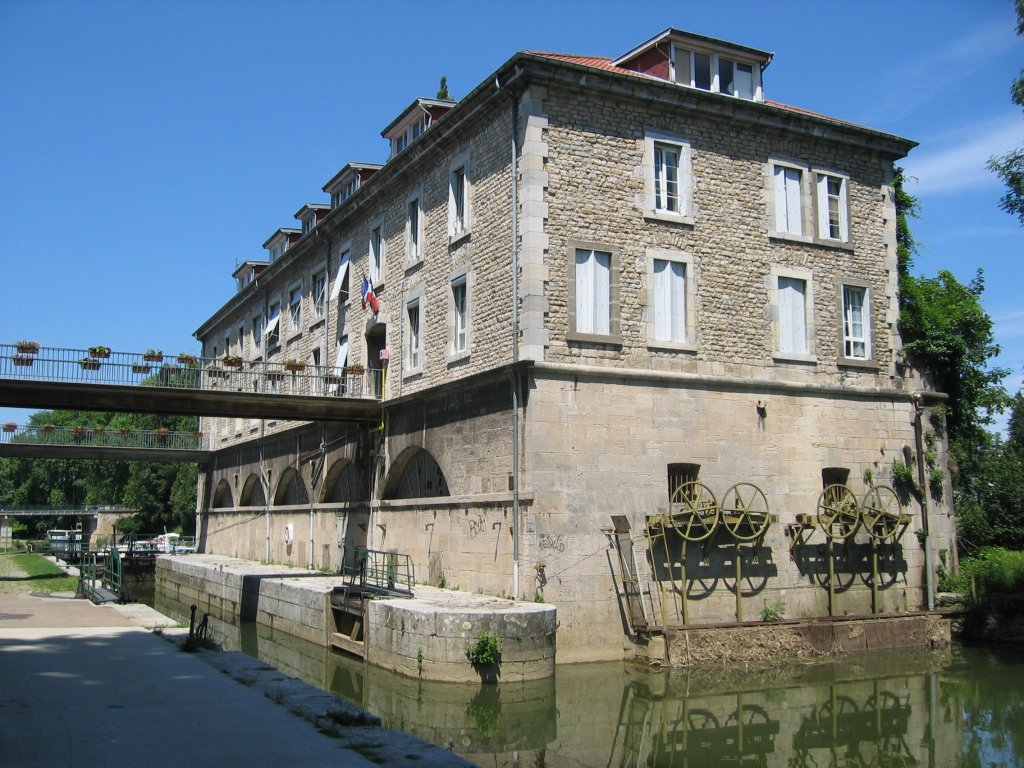
Ecluse
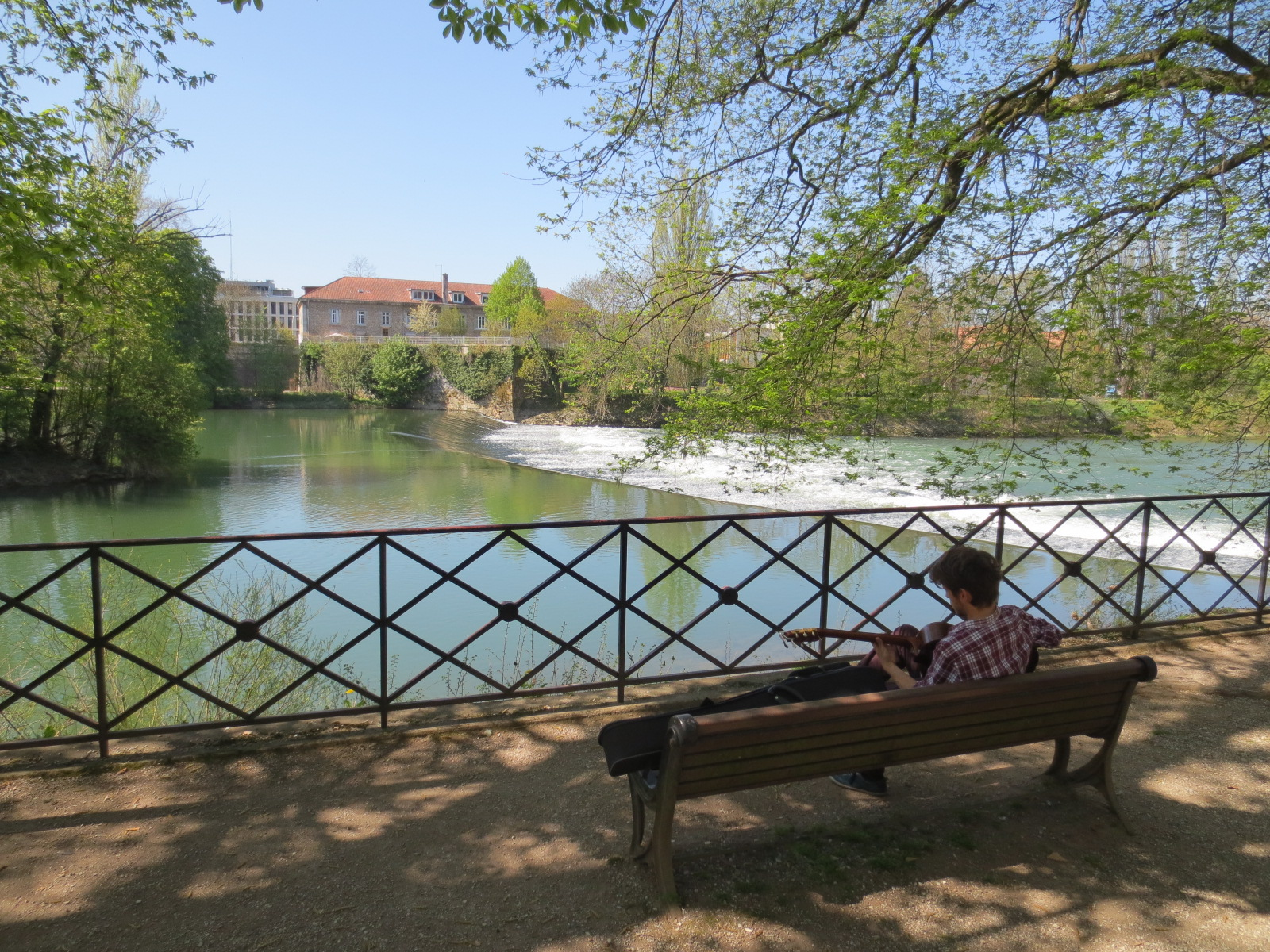
Vu depuis le parc Micaud

Le moulin est rapidement fortifié en bastion à redent, intégré à l'enceinte de Besançon et à ses fortifications pour garantir l'approvisionnement de la ville en huile et farine en cas de siège. La muraille qui l'entoure est de nombreuses fois construite, et partiellement modifiée, détruite, et reconstruite, entre autres en 1596, en 1658, puis en 1675 et 1695 par Vauban (avec sa citadelle de Besançon de la ceinture de fer des fortifications de Vauban inscrites à l'Unesco du roi Louis XIV), en 1826 pour le canal du Rhône au Rhin, en 1831, avant d’être définitivement désaffectée en 1928, et cédée en 1935 par l'administration militaire entre autres au service administratif des Voies navigables de France de Besançon et de la vallée du Doubs. L'écluse n°50 relie l’îlot Saint-Paul à la berge depuis 1832,, associée depuis au « port fluvial du moulin Saint-Paul » de Besançon,.

### Descriptif du bastion
Le bastion pentagonal était muni d'une banquette d'infanterie sur les faces et une partie des flancs ; il comportait 2 embrasures pour l'artillerie sur chacun de ses 2 flancs. Seules subsistent son escarpe maçonnée, bordée d'un cordon, et une galerie voûtée conduisant à une embrasure à sa pointe. Le moulin a pris place dans les flancs du bastion qui ont été réduits pour permettre le passage du canal ; l'étage de soubassement, en pierres de taille, est surmonté d'un rez-de-chaussée surélevé et d'un étage carré. Divisé en 5 casemates voûtées en berceau plein-cintre, le soubassement est percé vers l'écluse de 5 fenêtres en demi-cercle et relié à la maison éclusière par une passerelle métallique, sur son mur pignon sud-ouest. L'accès au rez-de-chaussée s'effectue depuis la courtine par 2 passerelles portées par des poutrelles. Structurés par des colonnes en fonte, les niveaux sont desservis par des escaliers en œuvre tournants. L'étage en surcroît, éclairé par des  lucarnes, est coiffé d'un toit à croupes recouvert de tuiles. Le corps de garde du XVIIIe siècle a des murs en pierre de taille, un étage de soubassement et un rez-de-chaussée ; son toit en pavillon est protégé par des tuiles plates.

### Équipements successifs du moulin auxXVIIIeetXIXesiècles
- 8 paires de meules, scie et battoir à chanvre (ribe) en 1735 ;

- moulin à moutarde (12 mortiers et 12 pilons), huilerie à meule verticale et 2 pressoirs, 2 grandes scies à bois et 1 petite pour refendre, battoir à chanvre et 8 paires de meules en 1789 ;

- 9 roues hydrauliques verticales en 1825 ;

- 8 paires de meules (avec bluteries et machines à nettoyer) actionnées par 2 turbines en 1846, 10 paires en 1851, 14 paires en 1871 ;

- 3e turbine installée vers 1860 ; 2 nouvelles turbines mises en place en 1886 en remplacement des 3 existantes[8].